# Salamute de Anzitena
Salamute (em armênio: Սաղամուտ; romaniz.: Sałamut) foi um nobre armênio (nacarar) do século IV, ativo no reinado dos reis Tigranes VII (r. 339–350) e Ársaces II (r. 350–368), que supostamente descendia da dinastia orôntida.

## Vida
Salamute pertencia à linhagem principesca de Anzitena-Ingilena, cantões (gavares) da província de Sofena, no Reino da Armênia, que Cyril Toumanoff propôs ter se originado na extinta dinastia orôntida. De acordo com Moisés de Corene, Salamute (que pode ser esse príncipe ou um homônimo) foi nomeado por Tigranes VII (r. 339–350) como comandante-em-chefe do exército sul da Armênia[a] após o massacre de Zora Restúnio e sua família em Altamar. Em 363, quando o Império Romano e o Império Sassânida assinaram a Paz de Nísibis, Salamute abandonou Ársaces II (r. 350–368) e recuou da Armênia em direção ao seu principado, que localizava-se no interior dos territórios romanos.